# グッタイミングですべりこみ
「グッタイミングですべりこみ」（ぐったいみんぐですべりこみ）は、H2Oの3枚目のシングル。1981年8月21日発売。発売元はKitty Records（現・ユニバーサルミュージック）。

## 解説
イントロの電話の声がジューシィ・フルーツのイリア(奥野敦子)により始まるポップス曲。

## 収録曲
1. グッタイミングですべりこみ
作詞:中沢堅司・赤塩正樹、作曲：赤塩正樹、編曲:星勝
2. ブルーベリーの頃
作詞:山川啓介、作曲：中沢堅司・赤塩正樹、編曲:杉山トム